# Панога
Панога — река в России, протекает по Тотемскому району Вологодской области и Солигаличскому району Костромской области. Устье реки находится в 1 км от устья реки Карицы по левому берегу. Длина реки составляет 16 км.
Исток Паноги расположен в болотах на территории Вологодской области близ границы с Костромской в 10 км к юго-западу от посёлка и ж/д станции Карица. Вскоре после истока втекает на территорию Костромской области и некоторое время течёт вдоль границы областей. В нижнем течении вновь пересекает границу Вологодской области и впадает в Карицу километром выше впадения самой Карицы в Толшму.
Всё течение реки проходит по заболоченному ненаселённому лесу, генеральное направление течения — север.

## Данные водного реестра
По данным государственного водного реестра России относится к Двинско-Печорскому бассейновому округу, водохозяйственный участок реки — Северная Двина от начала реки до впадения реки Вычегда, без рек Юг и Сухона (от истока до Кубенского гидроузла), речной подбассейн реки — Сухона. Речной бассейн реки — Северная Двина.
Код объекта в государственном водном реестре — 03020100312103000007780.